# جنگل (رشتخوار)
جنگل شهری در شهرستان رشتخوار، جنوب استان خراسان رضوی و در ۲۱۹ کیلومتری مشهد قرار دارد و بر پایه سرشماری عمومی نفوس و مسکن در سال ۱۳۹۵ جمعیت این شهر ۶٬۶۵۰ نفر (در ۱٬۷۳۷ خانوار) بوده‌است.